# رعاشات
رعاشات أو مقشديات أو فصيلة لايبيلوليدي (الاسم العلمي Libellulidae)، هي فصيلة حشرات من اليعسوبيات وهي أكبر فصائل اليعاسيب في العالم.